# 新潟県道533号岩室停車場線
新潟県道533号岩室停車場線（にいがたけんどう533ごう いわむろていしゃじょうせん）は、新潟県新潟市西蒲区内の一般県道である。

## 概要
岩室駅から西進し、岩室地区和納地域の中心部を縦貫する県道374号とを連絡する。

### 路線データ
- 起点：新潟市西蒲区和納一丁目（岩室駅）
- 終点：新潟市西蒲区和納一丁目（新潟県道374号五千石巻新潟線交点）

## 路線状況

### 別名・通称
- 和納駅前通り

## 地理

### 通過する自治体
- 新潟県
新潟市（西蒲区）

### 交差する道路
- 新潟県道374号五千石巻新潟線（和納）